# Anell astronòmic

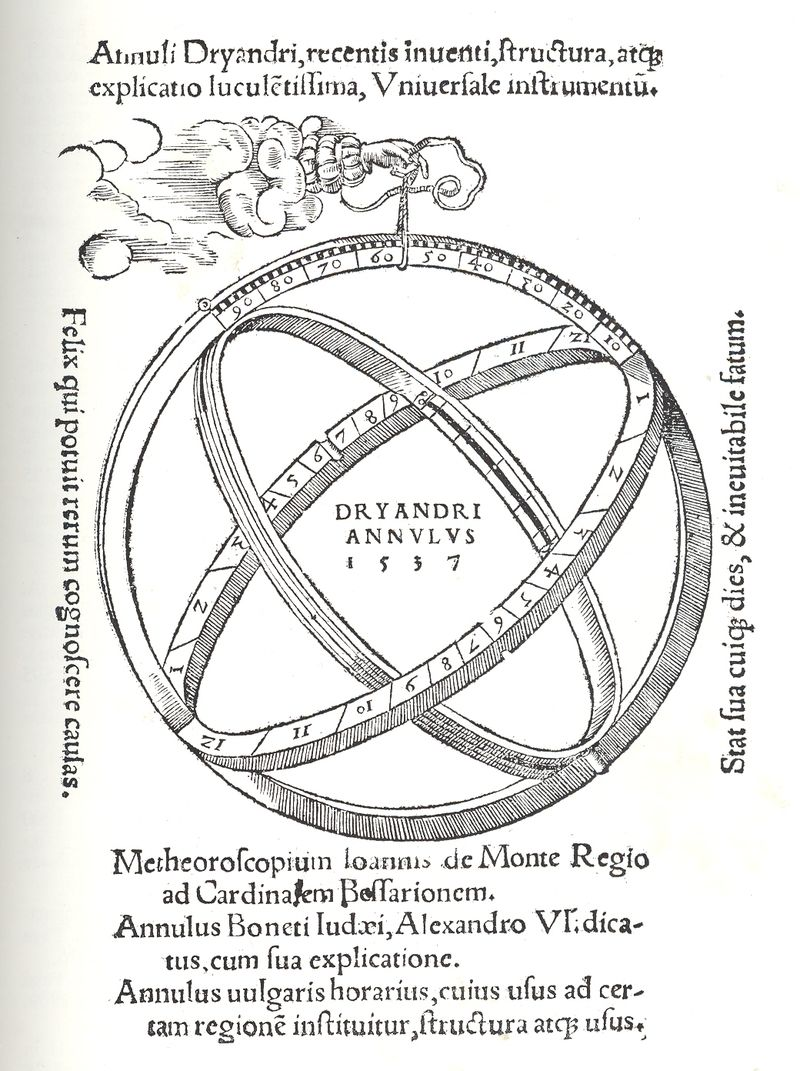
Representació d'un anell astronòmic en la portada d'un llibre. (Johannes Dryander, Annulorum trium diversi generis..., Marburg, 1537).

Un anell astronòmic o anell universal és un instrument astronòmic usat antigament que podia construir-se de formes diferents i que permetia realitzar diverses funcions de mesura. En particular podia usar-se com un rellotge de Sol.
Físicament estava format per tres anells de metall. En aquest sentit caldria parlar en plural i anomenar-lo “anells astronòmics”, com el seu inventor, Gemma Frisius, que designava l'instrument per l'expressió llatina “annuli astronomici”, anells astronòmics. D'altra banda és possible conservar el singular considerant que es tracta d'un anell múltiple.
A efectes pràctics, un anell universal podria classificar-se com una versió simplificada d'una esfera armilar o com una variant més complexa d'un astrolabi.

## Història
Gemma Frisius va combinar diversos elements d'instruments tradicionals, alguns ja coneguts pels grecs clàssics, en un nou instrument format per tres anells. Aquest instrument era relativament petit i portàtil. Va publicar el seu disseny l'any 1534 i, més tard, l'any 1539 en la Cosmographia de Petrus Apianus.

## Variants
A més de la forma inicial de l'anell de Gemma Frisius hi ha altres variants, sovint simplificades, que reben el mateix nom ("anell astronòmic" o "anell universal").

### Instrument original de Gemma Frisius
La descripció de l'anell múltiple original pot consultar-se en llatí o en la traducció al castellà de la Cosmographia de Petrus Apianus.
| «                                                         | Capítulo primero, que contiene la declaración de las partes. Todo el uso de Anillo consiste en quatro círculos, de los quales, el más exterior (que a los otros dentro de sí contiene), representa el meridiano. | » |
| — Uso del anillo astronómico compuesto por Gemma Frisio . | |   |

Segons la cita anterior, l'instrument original constava de 4 cercles:
- cercle A, cercle exterior o cercle meridià (hi havia un cercle D, el cercle equatorial, solidari del cercle meridià; del mateix diàmetre i disposat a 90 graus)
- cercle B, més petit que el cercle A
- cercle C, més petit que el cercle B
  - els cercles B i C, poden girar al voltant de dos pius solidaris del cercle A que representen els pols geogràfics de la Terra

#### Anella o sortilla de suspensió[6]
L'instrument ideat per Gemma Frisius disposava d'una anella de suspensió mòbil. L'aparell es penjava des de l'anella amb una cordeta o cadena i el propi pes feia que s'orientés verticalment com una plomada.

#### Reglatges
El primer reglatge consistia en desplaçar l'anella de suspensió fins a la latitud del lloc d'observació. En aquesta posició l'anell meridià podia orientar-se segons el pla del meridià. Un cop orientat el meridià, el cercle de l'equador quedava paral·lel a l'equador de la Terra.

#### Aplicacions de l'instrument
Un resum dels capítols en castellà indica les aplicacions de l'anell universal.
- Cap.2… muestra hallar el lugar del Sol.
- Cap.3… muestra de hallar la elevacion del Polo.
- Cap.4 …muestra de hallar la hora del Dia.
- Cap.5… que enseña, si es antes de medio dia o después de medio dia.
- Cap.6… el qual muestra de hallar la hora de noche.
- Cap.7… de que manera, las horas de la noche se conoceran facilmente.
- Cap.8...Que muestra el nacimiento del Sol, y la cantidad del dia.
- Cap.9... De las horas desiguales que son de los Planetas.
- Cap.10... Muestra quantas horas ha que salió el Sol del oriente o se fue al occidente.
- Cap.11. Muestra como hallarás las partes del Mundo
- Cap.12. De la altitud del Sol y de las estrellas
- Cap.13. El qual enseña de medir las alturas por sus sombras.
- Cap.14. Muestra conoscer la altura de alguna cosa por sola la vista sin sombra.
- Cap.15. Muestra medir las alturas a las quales no podemos allegar.
- Cap.16. Muestra lo mesmo más facilmente.
- Cap.17. De la longitud de las cosas puestas en lugar alto.
- Cap.18. Muestra lo mesmo muy facilmente
- Cap.19. De la medida dels espacio.
- Cap.20. De que manera sea tomar la medida de una profundidad.

### Altres variants

#### Rellotge de Sol portàtil

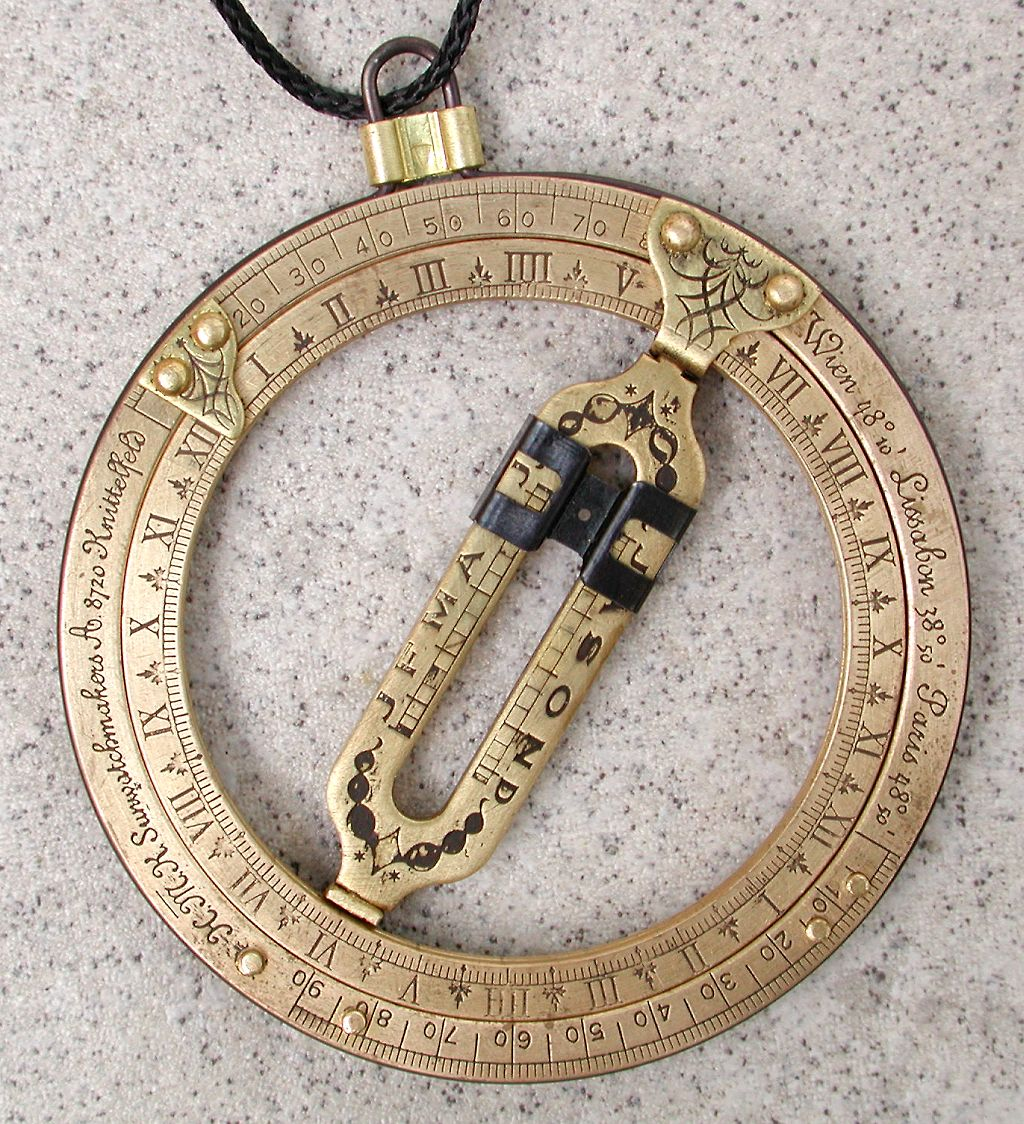
Rellotge de Sol portàtil en posició plegada per al seu transport.
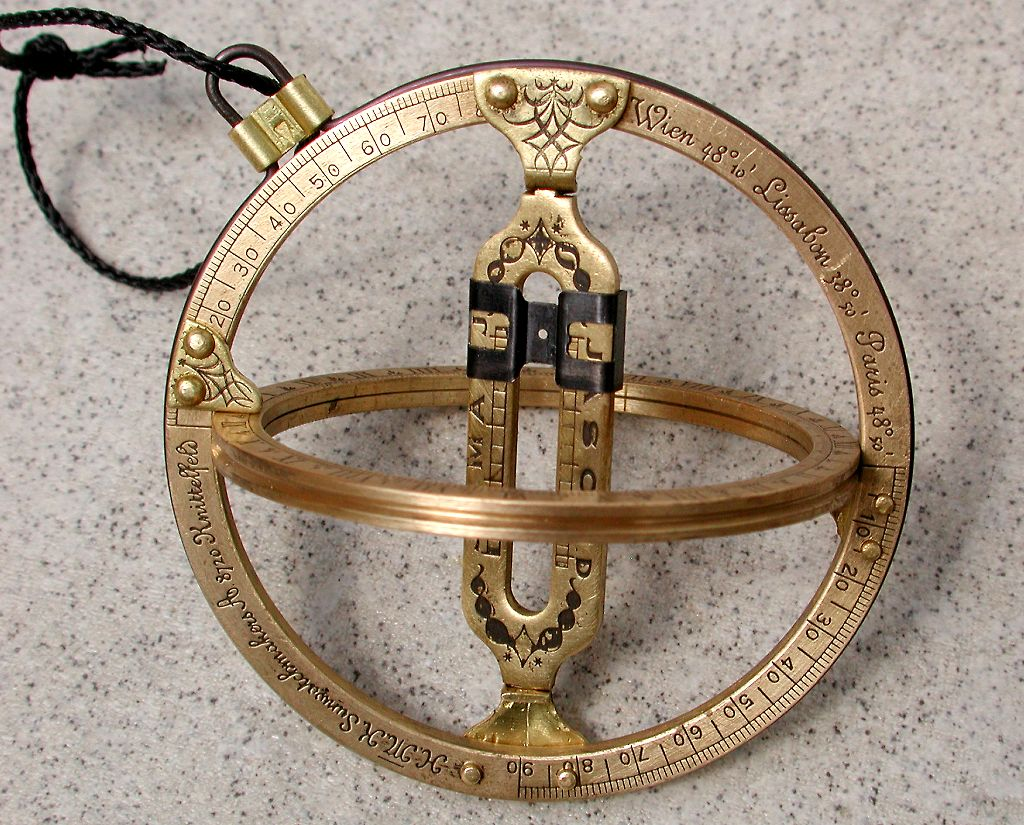
Rellotge de Sol portàtil en posició desplegada per a usar-lo. El cercle equatorial s'ha fet girar 90 graus.
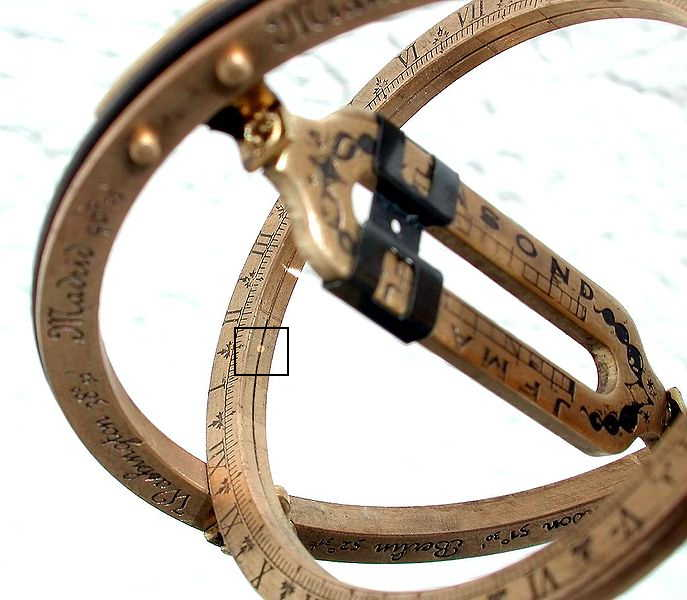
El rellotge de les imatges anteriors fotografiat en posició de lectura de l'hora. El punt lluminós sobre la part interna graduada, provocat pel raig de Sol, es pot observar dins del petit rectangle negre de la imatge.

#### Anell solar

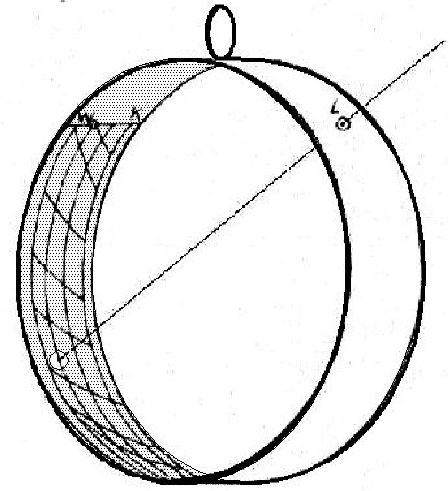
Diagrama d'un rellotge solar d'anell únic. Un raig de Sol sobre la graduació interna permet la lectura de l'hora.
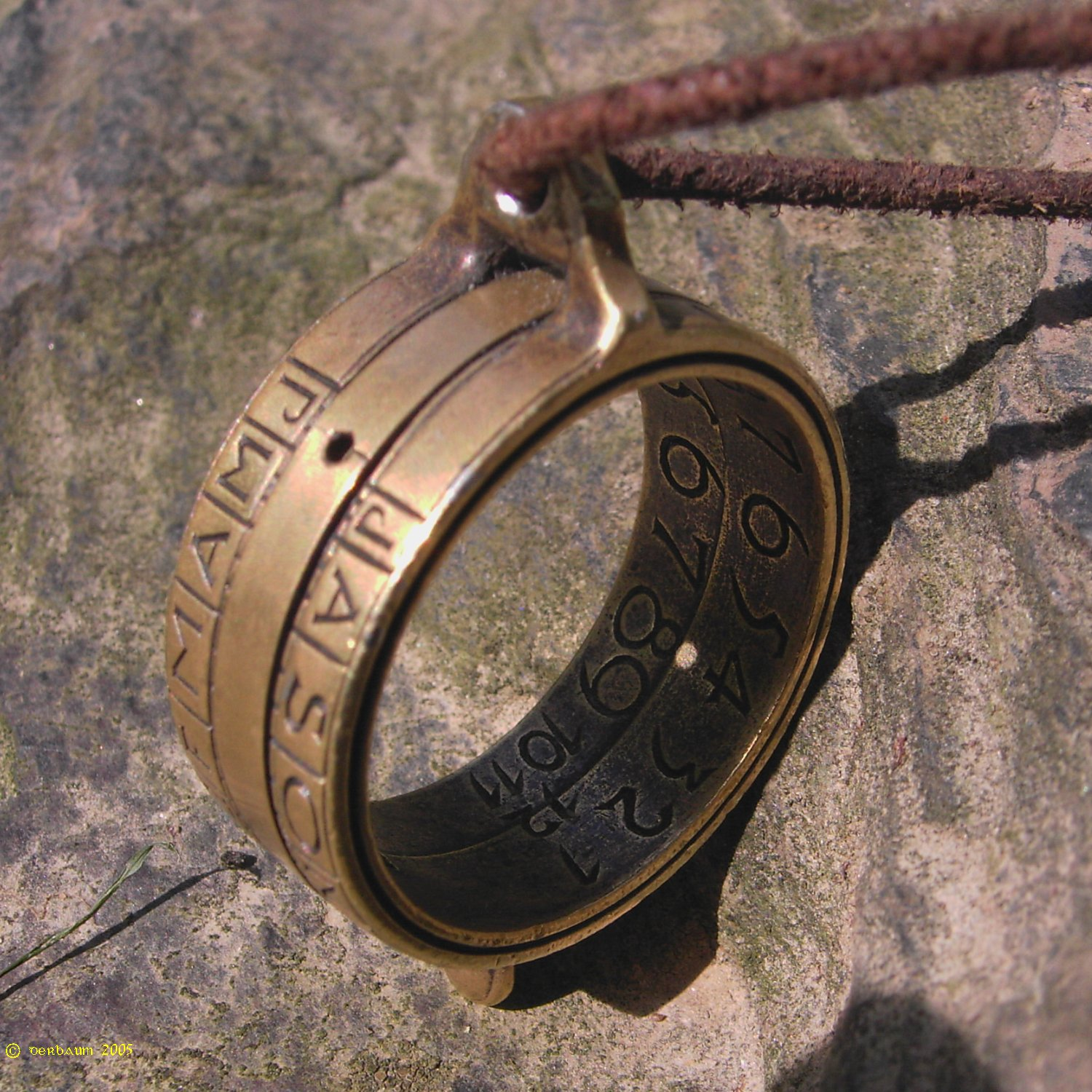
Rellotge de Sol de dos anells amb el punt il·luminat que marca l'hora.
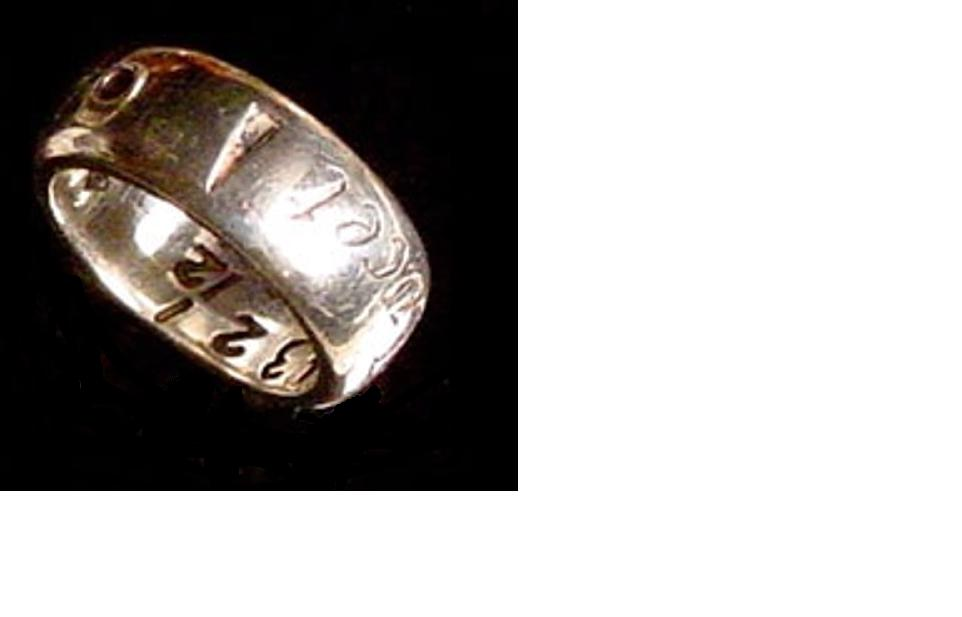
Rellotge de Sol molt senzill d'un anell únic. Mostrat en una posició qualsevol i no pas orientat per a indicar l'hora.

#### Anell nàutic (Sea ring)
L'any 1610, el matemàtic anglès Edward Wright va inventar l'anell nàutic (sea ring), associant en un mateix conjunt un anell universal i un compàs magnètic. Això permetia que l'observador pogués determinar l'hora i la variació magnètica en un únic pas.

## Documents
- 1576. Segons una llista de despeses del primer viatge d'exploració de Martin Frobisher (1576), un dels instruments embarcats era un anell astronòmic.[8][9]

La grafia d'un altre instrument de la llista esmentada, “balestetta”, molt diferent del castellà “ballestilla” i de l'italià “balestretta”, podria ser significativa. Indicant un possible origen català del terme (en aquest cas). Sebastià Cabot havia estat pioner de les expedicions d'exploració àrtiques, en una de les quals Richard Chancellor havia navegat sota les seves ordres. Alguns autors defensen l'origen català de la nissaga dels Cabot.
| « | For a ringe of brasse named Annulus Astronomicus 1 10 0 … For an instrument of wood a stafe named Balestetta 0 13 4 | » |
| — Per un anell de llautó anomenat Annulus Astronomicus 1 lliura 10 shillings...Per un instrument de fusta anomenat Ballesteta 13 shillings 4 penics , Despeses del primer viatge d'exploració de Martin Frobisher. | |   |

- 1595. L'autor Bartolomeo Crescentio, en l'obra Proteo militare di Bartolomeo Romano, parla d'un instrument de mesura suposadament ideat per Juli Cèsar.[13]
- 1599.[14]
- 1609. The Art of Dyalling in Two Parts.[15]
- 1674.[16]
- 1725. Nicolas Bion. Traité de la construction et des principaux usages des instrumens de mathématique[17] Aquesta obra té un capítol sobre la construcció i ús de l'anell astronòmic universal (pàgina 369 de la referència; làmina p.381).